# Varanus albigularis albigularis
El varano de garganta blanca (Varanus albigularis albigularis) es una subespecie del Varanus albigularis autóctona de los desiertos sudafricanos, como el Kalahari.
- Datos: Q7915457
- Multimedia: Varanus albigularis albigularis / Q7915457
- Especies: Varanus albigularis albigularis